# Legge del fratricidio

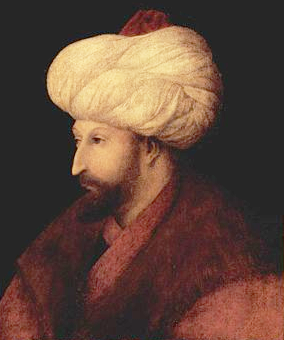
Maometto II, il sultano che varò la legge del fratricidio

La legge sul fratricidio fu una legge dell'impero ottomano che dava valore giuridico alla pratica, comune al tempo, di far uccidere possibili rivali o futuri pretendenti al momento dell'ascesa al trono. La legge fu applicata con una certa frequenza fino alla fine del XVII secolo.
Inserita nel Kanunname dal sultano Maometto II, essa prevedeva che con l'assenso degli ʿulamāʾ (religiosi e dottori garanti della legge coranica), il sultano potesse far uccidere i propri rivali e parenti stretti (spesso solo i fratelli maschi). Lo stesso Maometto II l'aveva applicata ante litteram al momento della sua salita al trono, eliminando l'unico fratello Ahmed, ancora neonato. In seguito altri sultani si limitarono ad esiliare, confinare o imprigionare eventuali eredi. Alcuni privarono i parenti prossimi dei titoli necessari, altri ritennero invece troppo cruento eliminare i propri parenti di sangue, preferendo allontanarli dalla scena pubblica e tenerli sotto stretta sorveglianza. 
La norma sembrava rendersi necessaria in quanto la successione non veniva regolata da un'apposita legge e il trono passava di padre in figlio senza riguardi per l'eventuale maggiore anzianità, scatenando dunque spesso accese lotte dinastiche. Va inoltre ricordato come i figli di un sultano fossero da considerarsi legittimi anche quando nati da una concubina o una moglie secondaria. A causa di ciò, gli eredi legittimi al trono erano in numero molto maggiore rispetto per esempio alle casate europee dell'epoca. Inoltre, secondo la tradizione ottomana, il trono sultanale avrebbe dovuto passare nelle mani di un fratello del precedente sovrano, cosa che non mancò di scatenare violente lotte fratricide, nonché l'invecchiamento progressivo dei potenziali eredi, quando essi non furono più eliminati.